# Reutlingen (Winterthur)

Karte des Quartiers

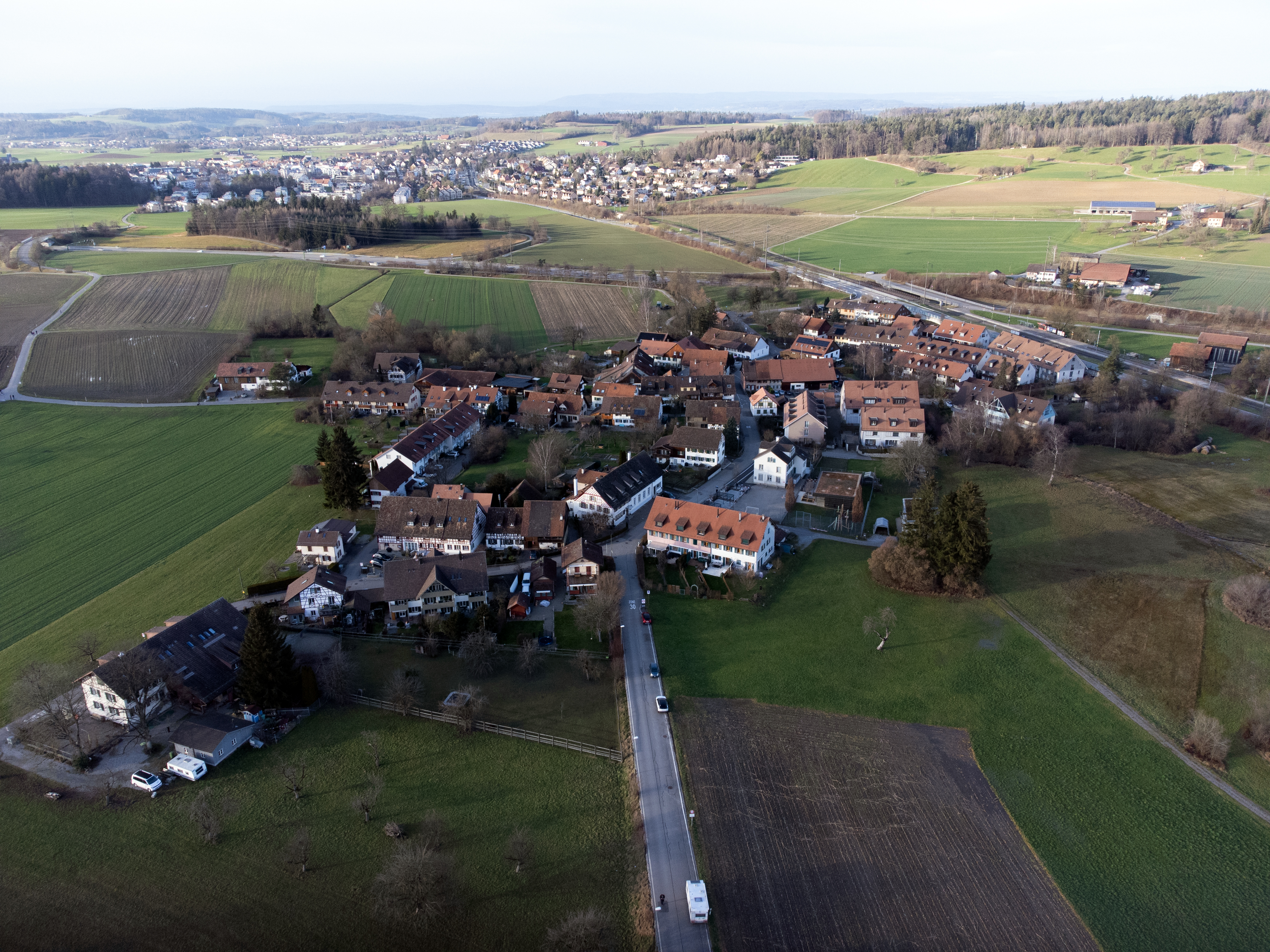
Luftaufnahme von Reutlingen mit Blick nach Nordwesten, Seuzach im Hintergrund (2023)

Reutlingen ist eine Aussenwacht und ein Quartier der Stadt Winterthur. Zusammen mit den Quartieren Guggenbühl,  Talacker, Grüze, Hegmatten, Hegi, Zinzikon, Stadel und Ricketwil bildet es den Kreis 2 (Oberwinterthur).

## Geografie
Reutlingen liegt im Norden der Stadt Winterthur und grenzt an die Stadtquartiere Zinzikon,  Stadel und Guggenbühl sowie an die politischen Gemeinden Seuzach und Wiesendangen. Neben dem Ortskern von Reutlingen besteht das Quartier vorwiegend aus Landwirtschaftsfläche und Wald. Auf dem Gebiet der ehemaligen Deponie Riet im Osten von Reutlingen befindet sich eine Kleingartenkolonie, hier Pünten genannt.

## Geschichte

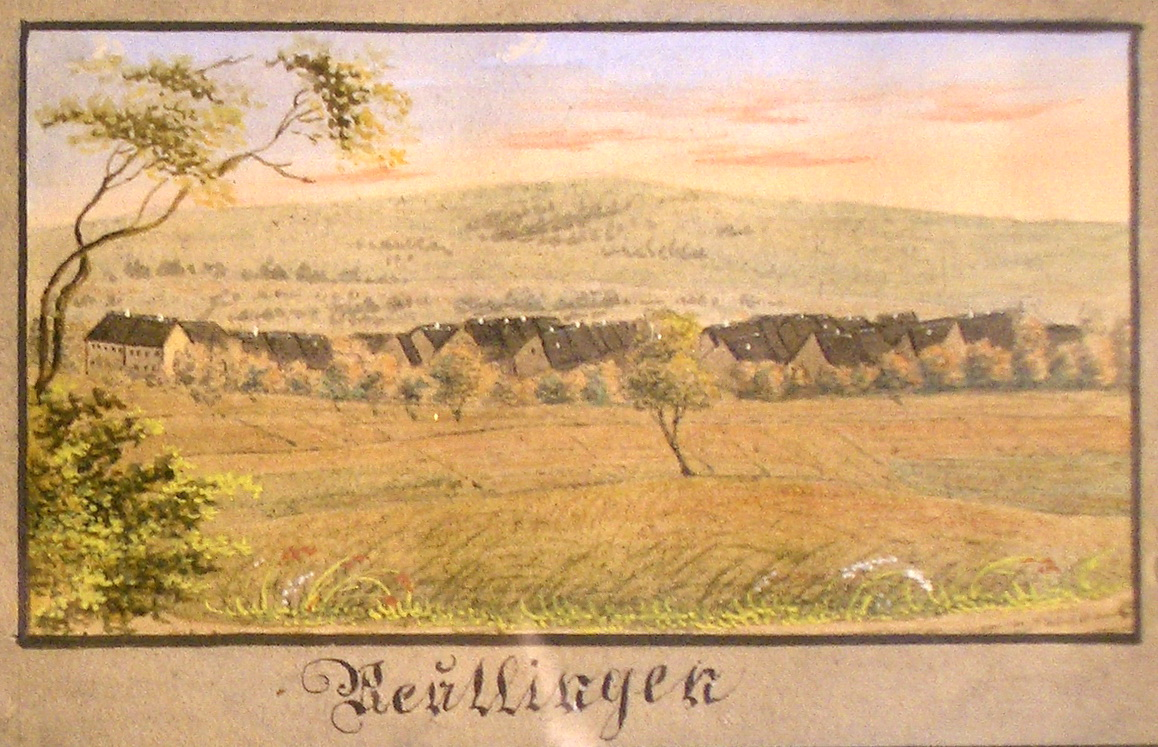
Reutlingen 1844 (Heinrich Müller)

1167 wird Reutlingen als «Rutelingin» erstmals urkundlich erwähnt, wobei die Endung -lingin auf einen Ort alemannischen Ursprungs schliessen lässt. Bis 1264 gehörte Reutlingen zum Herrschaftsgebiet der Kyburger, denen später die Habsburger folgten. Zusammen mit der Verpfändung Winterthurs an Zürich wird 1452 auch Reutlingen von den Habsburgern an die Stadt Zürich verpfändet. Aus dem Jahr 1646 ist ein sogenannter Einzugsbrief dokumentiert, in dem Reutlingen das Recht eingeräumt wird, ein Zuzugsgeld zu erheben: 25 Pfund für Zürcher, 50 Pfund für solche aus der übrigen Schweiz und nach eigenem Ermessen bei Ausländern. Dieses auf Bitten der Reutlinger Bevölkerung erteilte Recht lässt sich aus dem Bevölkerungswachstum jener Zeit erklären: Zählte Reutlingen 1634 erst 80 Einwohner und nur wenige Bauernhöfe, verdreifachte sich diese Zahl bis 1670 auf 207 Einwohner. 1722/36 konstituiert sich Reutlingen als Zivilgemeinde. Die Gemeindeordnung von damals bestand aus 15 Artikeln.
1875 erhält Reutlingen eine Haltestelle an der neu eröffneten Bahnstrecke Winterthur–Etzwilen. Im gleichen Jahr wird auch ein Postfach eröffnet. 1881 wird gemeinsam mit den anderen Zivilgemeinden der Region ein Kooperationsvertrag mit der politischen Gemeinde Oberwinterthur geschlossen. 1922 wird Reutlingen zusammen mit Oberwinterthur in die Stadt Winterthur eingemeindet. Die bis anhin bestehende Zivilgemeinde wird aufgelöst.
Seit Mitte der Achtzigerjahre hat sich das ehemalige Bauerndorf Reutlingen zum Wohndorf und Vorort von Winterthur entwickelt. Die Bevölkerung verdoppelte sich seitdem auf mehr als 400 Einwohner.
Die Post Reutlingen wurde 1993 nach über 100-jährigem Bestehen geschlossen.

## Bildung
Den Kindergarten sowie die Unterstufe (1.–2. Klasse) besuchen die Reutlinger Kinder in Stadel. Die Mittelstufe (3.–6. Klasse) können sie im Schulhaus Reutlingen absolvieren. Für die Oberstufe wechseln die Schülerinnen und Schüler aus Reutlingen in eine der drei Oberwinterthurer Oberstufenschulen. Weiterführende Schulen wie das Gymnasium befinden sich im Stadtzentrum.

## Verkehr

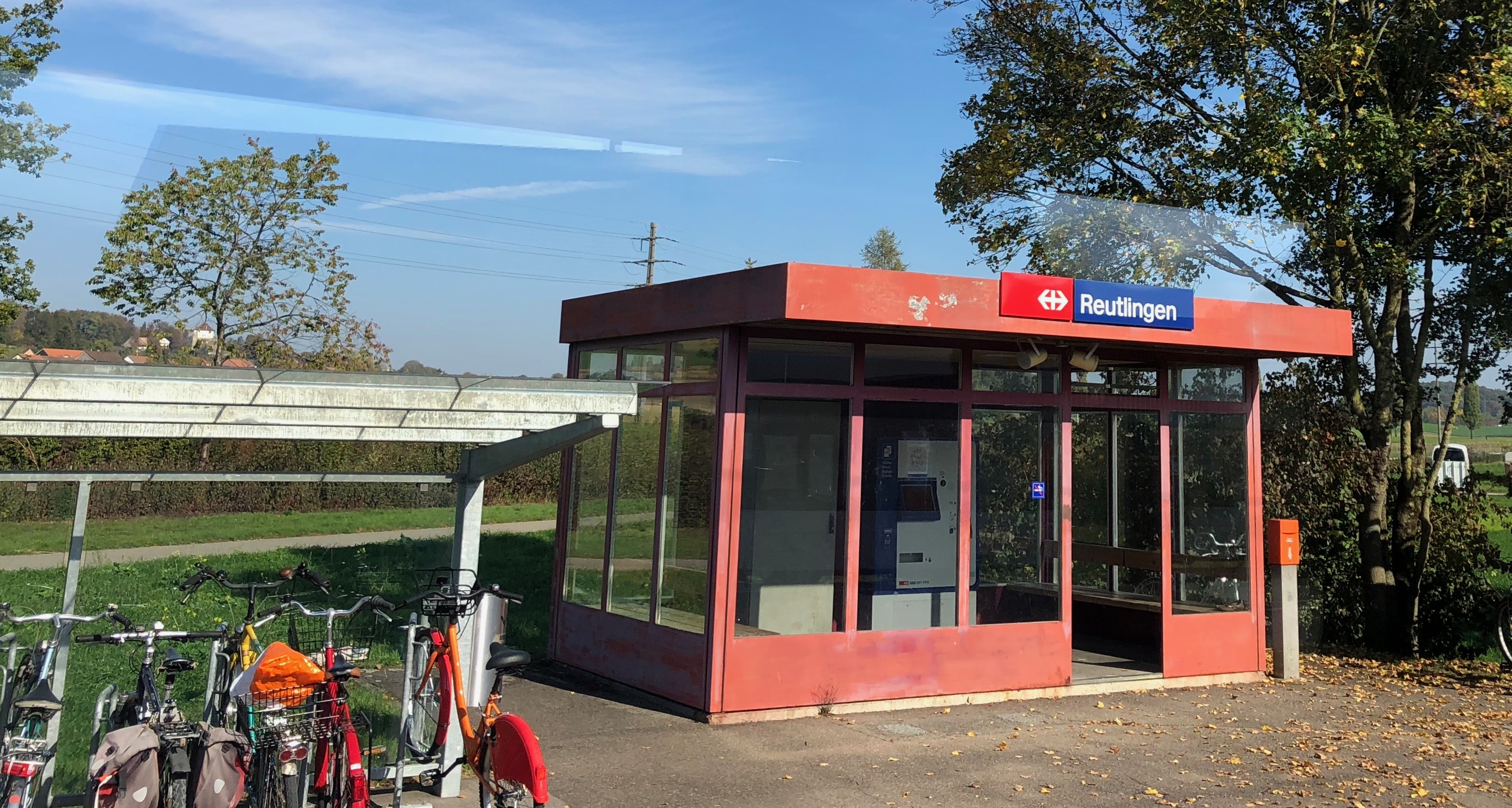
Bahnhof Reutlingen

Reutlingen wird von der Bahnhaltestelle Reutlingen an der Bahnstrecke Winterthur–Etzwilen bedient. Es halten zwei Linien der S-Bahn Zürich in Reutlingen:
- S 11 Aarau – Lenzburg – Dietikon – Zürich HB – Stettbach – Winterthur – Seuzach/Sennhof-Kyburg (– Wila)  (nur jede Stunde; halbstündlich versetzt von Winterthur HB nach Winterthur Seen)
- S 29 Winterthur – Stein a. Rhein

Die Haltestelle Reutlingen wird bis Ende 2023 gemäss dem Behindertengleichstellungsgesetz barrierefrei umgebaut werden. Per 1. Januar 2024 ging der Bahnhof Reutlingen in den Besitz der SBB über.
An den Wochenenden wird Reutlingen zudem stündlich vom Nachtbus N63 (HB–Reutlingen) bedient.